# Telmatoscopus idalimus
Telmatoscopus idalimus är en tvåvingeart som beskrevs av Quate 1957. Telmatoscopus idalimus ingår i släktet Telmatoscopus och familjen fjärilsmyggor.
Artens utbredningsområde är Madagaskar. Inga underarter finns listade i Catalogue of Life.